# Блінов Олексій Володимирович
Олексій Володимирович Блінов (нар. 11 січня 1964, Ленінград, СРСР) — гравець телевізійного клубу «Що? Де? Коли?».

## Біографія
Олексій Блінов закінчив у 1986 році Ленінградський інститут текстильної та легкої промисловості ім. С. М. Кірова за спеціальністю «інженер-технолог».
У 1999 році закінчив Санкт-Петербурзьку інженерно-економічну академію. Був заступником голови Комітету з транспорту в адміністрації Санкт-Петербурга, заступником генерального директора «Петербурзької паливної компанії», директором ТОВ «Сканія-Пітер» з продажу та маркетингу, віце-президентом «Собінбанку», генеральним директором ТОВ «Известия — Санкт-Петербург». Очолював відділ соціальних проектів ФК «Зеніт».

## На телеекрані
Ще в школі організував при комітеті комсомолу клуб любителів гри «Що? Де? Коли?». Перший чемпіон СРСР з «Брейн-рингу». Першу гру в телевізійному клубі «Що? Де? Коли?» провів у 1991 році. Грав тільки в якості капітана команди. У складі команди Блінова в різний час грали: Ровшан Аскеров, Борис Бурда, Михайло Басс, Ірина Ганділян, Олена Орлова, Олег Котляр, Володимир Левінтов-Левітан, Федір Двинятін, Олександр та Інна Друзь, Вадим Карлінський, Олександр Рубін, Василь Уткін, Сергій Царьков, Михайло Скипський, Ілля Новіков. Команда здобула кілька розгромних перемог, які увійшли в історію телеклуба (у тому числі з рахунком 6:1).
Дворазовий володар «Кришталевої сови» (літня серія 1992 року та зимова серія 1993 року) і погона «Кращого капітана Клубу». Капітан «збірної 90-х років» у літній серії ігор 2001 року, присвяченій пам'яті Володимира Ворошилова. У 2017 році брав участь разом із дочкою в телепередачі «Хто хоче стати мільйонером» і виграв 400 тисяч рублів (ефір від 23 вересня 2017 року).

## Особисте життя
Дочка — Олена Блінова, також знавець телевізійного клубу «Що? Де? Коли?». Була присутня на літніх іграх 2001 року, як гравець дебютувала в 2016 році.